# سيلا (إقليم)
سيلا (بالفرنسية: Sila)‏ هو إقليم من ضمن 23 إقليم لدولة تشاد، بلغ عدد سكانه 289,776 نسمة وذلك حسب إحصائيات سنة 2009، عاصمته قوز بيدا، تبلغ مساحته 37,000 كيلومتر مربع.

## التقسيمات الإدارية
- مقاطعة جرف الأحمر
- مقاطعة كيميتي.